# L'Aigle blanc (film, 1932)
Pour les articles homonymes, voir L'Aigle blanc.
Pour plus de détails, voir Fiche technique et Distribution.
L'Aigle blanc (White Eagle) est un film américain réalisé par Lambert Hillyer, sorti en 1932.

## Synopsis
Jim Gregory est un escroc qui se fait passer pour un faux agent du gouvernement qui émet des chèques sans valeur qu'il fait encasser dans des banques pour les voler. Afin de ne pas être découvert par les autorités fédérales, ses sbires s'habillent comme des Indiens et s'en prennent à tous les caravanes et diligence du Poney Express transportant du courrier. Cela finit par déclencher une guerre indienne et White Eagle, un cavalier de poney express, échange ses peaux de daim contre son costume indien natal dans le but de mettre fin à la guerre.

## Fiche technique
- Titre original : White Eagle
- Titre français : L'Aigle blanc
- Réalisation : Lambert Hillyer
- Scénario : Fred Myton
- Directeur de la photographie : L. Wm. O'Connell
- Musique : Mischa Bakaleinikoff
- Montage : Gene Milford
- Pays d'origine : États-Unis
- Format : Noir et blanc - 1,37:1 - Mono
- Genre : western
- Durée : 64 minutes
- Date de sortie : 1932

## Distribution
- Buck Jones : White Eagle
- Barbara Weeks : Janet Rand
- Ward Bond : Henchman Bart
- Robert Ellis : Jim Gregory
- Jason Robards Sr. : Dave Rand
- Jim Thorpe : Chef indien
- Bob Kortman : shérif
- Robert Elliott : Capitaine Blake
- Frank Campeau : Simpson
- Merrill McCormick : le conducteur de diligence blessé